# Goomeri
Goomeri est une localité située dans la partie sud-est de l'État du Queensland, en Australie, à environ 235 kilomètres au nord-ouest de la capitale de l'état, Brisbane. Elle est située à l'intersection de la Burnett Highway avec les Bunya et Wide Bay Highways. Elle compte 488 habitants
Le nom Goomeri est d'origine aborigène et signifierait bouclier brisé.